# Harold S. Bucquet
Pour les articles homonymes, voir Bucquet.
Harold S. Bucquet (1891-1946) est un réalisateur britannique des années 1930 et 1940.

## Biographie
Bucquet est connu pour avoir réalisé la série des Dr. Kildare avec l'acteur Lew Ayres, série reprise à la télévision dans les années 1960.

## Filmographie partielle
- 1937 : Torture Money (court métrage oscarisé)
- 1938 : Le Jeune docteur Kildare (Young Dr. Kildare)
- 1939 : On demande le docteur Kildare (Calling Dr. Kildare)
- 1939 : Le Secret du docteur Kildare (The Secret of Dr. Kildare)
- 1939 : On Borrowed Time
- 1940 : L'Étrange Cas du docteur Kildare (Dr. Kildare's Strange Case)
- 1941 : Kathleen
- 1941 : Le Châtiment (The Penalty)
- 1942 : The War Against Mrs. Hadley
- 1942 : On demande le docteur Gillespie (Calling Dr. Gillespie)
- 1943 : La Guerre dans l'ombre (The Adventures of Tartu)
- 1944 : Les Fils du dragon (Dragon Seed), coréalisé avec Jack Conway
- 1945 : Sans amour (Without Love)